# Шкурнова, Ольга Дмитриевна
О́льга Дми́триевна Шкурно́ва (в девичестве — Поздняко́ва) (23 марта 1962, Куйбышев, РСФСР, СССР) — советская волейболистка, игрок сборной СССР (1982—1989). Олимпийская чемпионка 1988. Заслуженный мастер спорта СССР (1988).

## Биография
Родилась и начала заниматься волейболом в Куйбышеве (ныне — Самара). Первый тренер — Людмила Борисовна Эске.
Выступала за команды: 1977—1980 — «Буревестник» (Ленинград), 1980—1990 — МедИн (Одесса). В составе МедИна: серебряный призёр чемпионата СССР 1983, бронзовый призёр союзных первенств 1982 и 1984, обладатель Кубка СССР 1981 и 1983, победительница розыгрыша Кубка обладателей кубков ЕКВ 1983. В составе сборной Украинской ССР стала бронзовым призёром Спартакиады народов СССР 1983.
В сборной СССР в официальных соревнованиях выступала в 1982—1984 и в 1988 годах. В её составе:
- олимпийская чемпионка 1988;
- серебряный призёр чемпионата Европы 1983;
- серебряный призёр соревнований «Дружба-84»;
- участница чемпионата мира 1986.

В декабре 1989 в составе сборной СССР принимала участие в Гала-матчах ФИВБ, в которых советской команде противостояла сборная мира «Все звёзды».
В составе молодёжной сборной СССР участвовала в чемпионате мира 1981.
В 1990—2001 выступала в европейских клубах. Играла в командах: 1990—1992 — «Црвена Звезда» (Белград, Югославия), 1992—1993 — «Пост» (Вена, Австрия), 1993—1998 — БТВ (Люцерн, Швейцария), 1998—2001 — «Цайлер» (Кёниц, Швейцария). Чемпионка Югославии 1992. Чемпионка Швейцарии 1997, 1998, 2000 и 2001.
С 2001 года работает тренером в Швейцарии. В 2004—2007 возглавляла команду «Биль». В 2005—2008 тренировала женскую юниорскую сборную Швейцарии.